# Jacques-Gérard Linze
Pour les articles homonymes, voir Linze.
Jacques-Gérard Linze, né à Liège le 10 septembre 1925, mort le 11 mai 1997, est un romancier, poète, essayiste belge.
Représentant du nouveau roman dans la littérature belge, il est l'auteur de romans, de poèmes, de nouvelles et d'essais.
Membre de l'Académie de langue et de littérature française, il est le neveu du poète futuriste Georges Linze.

## Œuvres
Romans
- Par le sable et le feu, Robert Laffont, Paris, 1962 (Prix des Bibliothèques publiques, Bruxelles, 1962).
- La Conquête de Prague, Gallimard, Paris, 1965, rééd. Labor, Espace Nord, Bruxelles, 1988.
- Le Fruit de cendre, Gallimard, Paris, 1966.
- L'Étang-cœur, Gallimard, Paris, 1967 (Prix triennal du Roman, Bruxelles, 1970).
- La Fabulation, Gallimard, Paris, 1968 (Prix Lucien Malpertuis, Bruxelles, 1969), rééd. Les Éperonniers, Bruxelles, 1985.
- Au nord d’ailleurs, Éd. Jacques Antoine (devenues Les Éperonniers), 1982 (Prix Belgo-Canadien, 1982).
- Le Moment d’inertie, Pré aux Sources, Bernard Gilson, Bruxelles, 1993.
- La Trinité Harmelin, Talus d’Approche, 1994.

Poèmes
- Confidentiel, 1960, Prix Emile Polak, 1960.
- Trois tombeaux, 1963.
- Passé midi, André de Rache, Bruxelles, 1974.
- Cinq poèmes pour la mort, 1974.
- Terre ouverte, Pré aux Sources, Bruxelles, 1988.
- Au bord du monde, Le Non-dit, coll. «Paroles», 1994.

Essais
- Mieux connaître Constant Burniaux, André de Rache, Bruxelles, 1972.
- Humanisme et Judaïsme chez David Scheinert, P.J.Oswald, 1976.

Nouvelle
- La Maison près du fleuve, in Cyclope, n° 23, Hiver 78-79.